# Landgericht Altötting (älterer Ordnung)
Das Landgericht Altötting war ein von 1810 bis 1879 bestehendes bayerisches Landgericht älterer Ordnung mit Sitz in Altötting im heutigen Landkreis Altötting. Die Landgerichte waren im Königreich Bayern Gerichts- und Verwaltungsbehörden, die 1862 in administrativer Hinsicht von den Bezirksämtern und 1879 in juristischer Hinsicht von den Amtsgerichten abgelöst wurden.

## Geschichte
Vorläufer des Landgerichts älterer Ordnung waren das Landgericht Neuötting, das Stadtgericht Burghausen und die Gerichte Wald an der Alz und Leonberg-Marktl. 1810 wurde im Verlauf der Verwaltungsneugliederung Bayerns das Landgericht Altötting errichtet. Dieses gehörte ab 1817 zum Unterdonaukreis (Hauptstadt Passau). Im Zuge der 1837 vollzogenen Umbenennung der damaligen Kreise Bayerns in die heute noch gültigen Regierungsbezirke, kam es zu der Gebietsveränderung zwischen dem Isar- und Unterdonaukreis bzw. Ober- und Niederbayern, die den Altöttinger Raum zu Oberbayern brachte.
Das Landgericht umfasste die folgenden Gemeinden: Altötting, Alzgern, Eggen (heute zu Reischach), Emmerting, Endlkirchen, Erlbach, Forstkastl, Garching a.d.Alz, Geratskirchen, Marktl, Marktlberg, Neuötting, Nonnberg, Oberburgkirchen, Oberkastl, Oberpleiskirchen, Perach, Raitenhart, Reischach, Reischenbach, Stammham, Teising, Töging a.Inn, Tüßling, Tüßling (Vormarkt), Unterburgkirchen, Unterkastl, Unterneukirchen, Unterpleiskirchen, Winhöring.
Das Bezirksamt Altötting wurde im Jahr 1862 durch den Zusammenschluss der Landgerichte älterer Ordnung Altötting und Burghausen in administrativer Hinsicht gebildet.
Anlässlich der Einführung des Gerichtsverfassungsgesetzes am 1. Oktober 1879 kam es zur Errichtung des Amtsgerichts Altötting, dessen Sprengel das Bezirksamt Altötting bildete.